# Rotebroare
Rotebroare, även Dråpare, Dräpare och Christer Pettersson,  är en grogg som namngivits efter den för Palmemordet misstänkte Christer Pettersson.
Efter att ha blivit frikänd för mordet på Olof Palme i Svea hovrätt den 12 oktober 1989 lämnade Christer Petterson sin lägenhet framför pressuppbådet och gick in till sin granne. I händerna hade han bland annat två flaskor med Baileys och en flaska Explorer Vodka.
Snart serverade krogarna groggar bestående av Baileys och Explorer Vodka som på olika sätt var namngivna efter Christer Petterson, som vid tillfället bodde i Rotebro och tidigare blivit dömd för dråp. 
Proportionerna av Explorer Vodka och Baileys varierar. Ibland anges två delar Baileys och en del vodka eftersom det var proportionerna Christer Pettersson hade med sig och ibland tvärtom för att det ska bli godare.[källa behövs] Det finns inga uppgifter om huruvida Christer Petterson själv blandade de båda dryckerna, eller drack dem var för sig.